# El Adonis
El Adonis es un poema de José Antonio Porcel a la edad de veinticinco años, es decir, hacia 1740-1741.

## Composición e historia del texto
Sabemos que el Trípode le había confiado la escritura de estas églogas y que Alonso Verdugo trabajaba por aquellos días en Deucalión, un poema de aliento similar. Adonis fue por primera vez leído en sucesivas sesiones de la Academia granadina, entre los años 1741 y 1742 y, una vez más, en 1749 o 1750, en la madrileña Academia del Buen Gusto. Con motivo de esta segunda lectura, Porcel redactó un prólogo que, de paso, nos ha proporcionado valiosas informaciones sobre el Trípode. El primero de octubre de 1750 leyó en el mismo lugar una simpática censura de su propio poema. 
José Antonio Porcel, con todo, no dio sus églogas a la imprenta. Sabemos que Eugenio Gerardo Lobo acariciaba la idea de publicar los versos del granadino, pero su muerte subitánea evitó que el proyecto llegara a buen puerto. El Adonis tampoco parece haber tenido una extensa circulación manuscrita. Seguramente no existieron más de aquellas tres copias que llegó a manejar el marqués de Valmar, a cuyo cargo estuvo la primera edición de Adonis, aparecida en el tomo sexagesimoprimero de la colección Rivadeneyra. 
Así pues, el texto no era conocido en el siglo dieciocho. Sin embargo, su fama era bien dilatada. Manuel José Quintana removió cielo y tierra a la busca de un traslado del poema. “Por más esfuerzos que he empleado en buscar estas églogas, han escapado a todas mis diligencias, y si son tales como se dice, hacen mal los que las poseen en no enriquecer nuestra literatura con ellas”. Finalmente, el esfuerzo de Quintana halló recompensa, aunque el contraste entre sus expectativas y los auténticos méritos literarios de las églogas le produjo una cierta desilusión. No es de extrañar que el marqués de Valmar escribiera: 

Al leer ahora, pasado un siglo entero, las obras de este varón tan admirado, no es fácil decidir si, atendido su mérito absoluto, habría o no convenido más a la gloria del escritor dejarla reducida, como lo estaba, a una aureola misteriosa, a un eco de la admiración contemporánea.

## Estructura interna y argumento
El Adonis está compuesto de cuatro églogas venatorias y más de cuatro mil quinientos versos. Las tres primeras comienzan con un canto amebeo a cargo de las ninfas Anaxarte y Procris, quienes sostienen a continuación un diálogo en el que se desarrolla el material mitológico. En la primera égloga cuentan cómo Adonis, en montería, encuentra a Venus dormida en una gruta. Insertan a continuación una escena retrospectiva, en la que se narran las mocedades de Adonis. Sendas invectivas contra los hombres, en primer lugar, y contra el primer navegante, en segundo término aparecen a continuación. Las lecciones cinegéticas que Adonis recibe de Leucipe cierran la primera égloga. 
La segunda égloga contiene diversas entrevistas entre Adonis y Venus. La hija de la espuma trata de persuadir a Adonis para que abandone el peligroso ejercicio de la caza. En tanto, Diana, en cuya jurisdicción se desarrollan los amores, protesta ante el padre de los dioses. 
El material mitológico que informa la tercera égloga fue “totalmente inventado por Porcel”. Adonis socorre a una ninfa, Pirene, a quien un sátiro trataba de violentar. La ninfa hace una breve relación de la historia de Pigmalión y, después, cuenta por extenso las aventuras de Mirra, madre de Adonis. Pirene se enamora de Adonis, pero es desdeñada.
La última égloga introduce a dos nuevos personajes, Ifis y Céfalo, cuyas respectivas historias se resuelven en vivo y en directo. Continúa, por supuesto, la narración de las desventuras de Venus y Adonis. La celosa Pirene informa de Marte del adulterio. Mientras tanto, continúan las entrevistas de los enamorados. La madre de Cupido se hace eco de la historia de Circe y Pico (“relación que sustituye a la habitual de Hipomenes y Atalanta” ). Finalmente Pirene convierte en jabalí a Adonis y acontece el trágico desenlace. El planto de Venus cierra el poema. 
Las investigaciones de José María de Cossío apuntan a que el Adonis de Pedro Soto de Rojas es el principal punto de apoyo de las églogas de José Antonio Porcel. El modo inconexo en que Porcel narra la fábula responde, según Cossío, a la “sugestión de los fragmentos de Soto de Rojas”. De ellos procede asimismo la inclusión de la fábula de Pigmalión, que no aparece en versiones anteriores de la historia, y la pormenorizada narración de la infancia de Adonis.

## Influencias
“En el Adonis, los recuerdos de Garcilaso y Góngora, por el mismo Porcel confesados y claramente perceptibles, son abundantes”. La influencia de Góngora es omnipresente. Por doquier se encuentran “gongoremas”, de modo que una relación completa sería casi infinita. Joaquín Arce ha tenido la paciencia de registrar los más significativos de ellos: “la del día luz dudosa”, el omnipresente sintagma “fatigar selvas”, el muy gongorino adjetivo “bipartido”, el recurrente “jabalí cerdoso”, las “selvas [...] de amores fatigadas” e incluso versos enteros o casi: “¡oh más duro que mármol a mis quejas!”, “flores daba a la luz, luz a las flores”, “el ave que, plumado torbellino”, “un arroyo que, en lúbrico desvío”. José María de Cossío detectó otros varios “gongoremas”: esos “solícitos alados cupidillos” que proceden de Angélica y Medoro, ese “dedo en la boca defendiendo / la quietud con que olvida penas graves”, heredado de una curiosa canción gongorina, esas imágenes “típicas e intransferibles”:
Carmín que en las mejillas no excedía
porque la nieve no lo permitía,
confundiéndose dulcemente en ellas
el carmín con la nieve;
siendo duda no leve
si es púrpura nevada
o nieve purpurada...
Llamó también la atención sobre algunos paralelismos. Es evidente que la escena en que Adonis montero halla dormida a Venus recuerda el primer encuentro de Acis y Galatea en el Polifemo. La misma dedicatoria del poema sigue de cerca aquella con que el cordobés iniciaba sus octavas  y la invectiva contra quienes primero surcaron el océano se encontraba ya en las Soledades.

## Estilo
Los críticos  han señalado que una de las características más notables de Adonis es el continuo uso de diminutivos: “divertía con otros cupidillos / engañando los simples pajarillos”, “chillan las avecillas sacudiendo, / por desasirse, las pequeñas alas”, “el vago conejuelo”, “el cervatillo tierno”, “un vallete florido”, el “rústico arroyuelo”, las “tortolillas” y un sinfín de casos más.

## Intención
Según parece, José Antonio Porcel pretendía que el verso “no hay amor en las selvas con ventura”, que se repite una y otra vez en el texto, era un compendio de la intención moral de las églogas. Sin embargo, José María de Cossío cree “excesivo considerar esa sentencia como moralidad apreciable”.

## Recepción crítica
La acogida crítica de Adonis fue, desde el principio, más bien fría. Manuel José Quintana, según he indicado más arriba, quedó bastante decepcionado cuando por vez primera leyó el poema. Algo parecido ocurrió a Leopoldo Augusto de Cueto, marqués de Valmar, que escribió acerca de las églogas: “Algunos cuadros, relativa y absolutamente bellos; varios trozos de versificación, limpia y lozana, y cierta entonación levantada, que demuestran que el ingenio del poeta no carecía de nobles prendas, no alcanzan a dar vida a una narración fría y enredada, ni a hacer del todo llevadera la desagradable impresión que produce ver un estilo instintivamente feliz manchado a cada paso por inversiones violentas y vanos artificios, y una imaginación de noble índole, lastimosamente perdida en un laberinto de insulsas y ociosas descripciones”. 
Este juicio pesó como una losa sobre los críticos posteriores y permaneció inalterado hasta mediados del siglo anterior, en que José María de Cossío reivindicó, en cierto modo, la valía de Adonis: “[Estas églogas] suponen, lo primero, un esfuerzo de imaginación y una seguridad de técnica retórica verdaderamente considerables. Lo característico de ellas es la pretensión de resucitar, y en tan vasto cuadro, las maneras retóricas del siglo XVII, que a la época de Porcel llegaban completamente desvirtuadas y pervertidas por la hinchazón hueca y sin savia que tan bien había de representar en días próximos a aquellos el arquitecto Churriguera. La vocación poética de Porcel era mucho más llana y así su período discurre o más liso, o cuando quiere afectar lo que en el siglo anterior se llamaba cultura, más prolijo y embarazado de lo que la perfección poética requiere. La voz de Góngora suena como en eco apagado, perdido su timbre, pero con virtud suficiente para distanciar la retórica de Porcel del prosaísmo que en oposición a los excesos barrocos empezaba a preludiar en nuestra poesía por aquellos días”. 
Un par de décadas más tarde Joaquín Arce revisó de nuevo el texto, que consideraba “cumbre de la obra poética de Porcel”, y aventuró que ciertos elementos, eso sí, separados del conjunto, parecían vagamente prerrománticos, mientras que el todo, “las espumas, las grutas, el laberinto del follaje, el curso sinuoso de las corrientes, lo ondulante, los tonos nacarados, la desnudez femenina” es un compendio de la estética rococó  o, para decirlo quizás de un modo menos inexacto, de “ese barroco en miniatura, de formas gentiles, que en el arte italiano se llama “barocchetto” y va transformándose en rococó”.
- Datos: Q5820791